# راشحة عالمية
راشحة عالمية (الاسم العلمي:Percolomonas cosmopolitus) هي نوع من اللجفاوات تتبع جنس الراشحة من رتبة الراشحيات.